# Caroline, hannoverská princezna
Caroline, hannoverská princezna, dědičná princezna monacká (Caroline Louise Marguerite;  23. ledna 1957, Monako) je nejstarší dítě bývalého monackého knížete Rainiera III. a jeho ženy, bývalé americké filmové herečky, Grace Kellyové.  
Od smrti svého otce až do narození dědičného prince Jaquese, 10. prosince 2014 byla již po druhé v životě předpokládanou dědičkou monackého trůnu. Tou byla již jednou, v letech 1957-1958, před narozením svého bratra, současného monackého knížete, Alberta II. V současnosti (2023) je třetí v pořadí následnictví na monacký knížecí trůn.

## Životopis
Studovala v Anglii a Francii. Na Sorbonně studovala filozofii, psychologii a biologii. Mluví plynně anglicky, španělsky, německy a italsky.
Dne 28. června 1978 se Caroline vdala za francouzského bankéře Philippea Junota. Již o dva roky později se ale pár rozvedl. V roce 1992 byl tento sňatek dokonce anulován římskokatolickou církví. Před druhým manželstvím byla Caroline krátce zasnoubena se synem Ingrid Bergmanové a Roberta Rosselliniho.
V roce 1983 si Caroline vzala italského sportovce a obchodníka Stefana Casiraghiho, se kterým má tři děti:
- Andrea Albert Pierre Casiraghi (* 8. června 1984), ⚭ 2013 Tatiana Santo Domingo (* 24. listopadu 1983)
- Charlotte Marie Pomeline Casiraghi (* 3. srpna 1986), ⚭ 2019 Dimitri Rassam (* 16. listopadu 1981)
- Pierre Rainier Stefano Casiraghi (* 5. září 1987), ⚭ 2015 Beatrice Borromeo (* 18. srpna 1985)

Dvě nejmladší děti byly pojmenovány po svých praprarodičích z matčiny strany Charlotte, vévodkyně z Valentinois a Pierreovi de Polignacovi. Andrea byl pojmenován po příteli svého otce. Stefano Casiraghi zemřel při závodu na člunech v roce 1990. Říká se o něm, že byl její životní láskou a jeho smrt ji velmi zasáhla.
Jejím třetím a zároveň současným manželem je hannoverský princ Ernst August V., hlava hannoverské dynastie. Vzali se v roce 1999 po rozvodu prince s Chantal Hochuli a mají spolu jednu dceru:
- Princezna Alexandra Hannoverská (* 20. července 1999)